# 219983 Yangtongyu
219983 Yangtongyu è un asteroide della fascia principale. Scoperto nel 2002, presenta un'orbita caratterizzata da un semiasse maggiore pari a 2,204573 UA e da un'eccentricità di 0,234361, inclinata di 7,370987° rispetto all'eclittica. Ha un periodo di rotazione di 1,35 ore.